# Rock-Ragge & His Four Comets
Rock-Ragge & His Four Comets var en svensk musikgrupp (rock) som startades i Solna 1957 av Ragnar "Rock-Ragge" Nygren. De fyra övriga medlemmarna var bröderna Yngve Furén och Rune Furén på trummor respektive gitarr, Bengt Olsson på basgitarr och Boris "Rock-Boris" Lindqvist på piano.. Sedan Bengt Olsson slutat 1958 och Boris startat egen karriär ersattes de med Arne Farell på piano och Lennart "Felle" Fernholm på bas, och bandet utökades med Berndt Arvidsson på sax och klarinett. Man turnerade i folkparkerna fram till 1963. Bandet spelade även dansmusik i parkerna under namnet Swing 59.